# 喜多武一 (2代目)
2代目喜多 武一（2代目きた ぶいち、生年不明‐明治20年（1887年）8月6日）は江戸時代末期から明治時代にかけての南画家。

## 来歴
喜多氏。喜多武清の養子で、初代喜多武一の義弟であった。北八丁堀に住んでいた。2代目喜多武一、探斎と号す。義父の武清に学んだとみられ、嘉永から没年まで作画をしている。嘉永の頃、初代の武一が没した後、2代目を襲名した。墓所は清林寺。法名は清雲院智誉禅庵武一居士。